# Maria Amália Vaz de Carvalho
Maria Amália Vaz de Carvalho (Lisboa, 2 de febrero de 1847-ibídem, 24 de marzo de 1921) fue una escritora polígrafa portuguesa, y poetisa, autora de cuentos, poemarios, ensayos, y biografías. Realizó colaboraciones en diversos diarios y revistas, publicando crónicas de crítica literaria y opiniones sobre ética y educación, además de haber analizado, con notable previsión, el estado de la mujer y su papel en la sociedad de su tiempo. Fue la primera mujer en ingresar a la Academia de las Ciencias de Lisboa, elegida el 13 de junio de 1912.

## Biografía
Hija de José Vaz de Carvalho y de Maria Cristina de Almeida e Albuquerque, descendiente del canciller mayor del reino José Vaz de Carvalho en tiempos de Juan V de Portugal, que vivía en el Palacio de Pintéus tal como su marido, y casada con António Cândido Gonçalves Crespo, también poeta.
Escribió en varias publicaciones portuguesas (Diário Popular, Repórter, Artes e Letras) y brasileñas (Jornal do Comércio, de Río de Janeiro), con el pseudónimo de Maria de Sucena. La obra de Maria Amália Vaz de Carvalho, tiene un carácter de versatilidad por lo cual, más allá de las obras poéticas, también escribió cuentos, ensayos, biografías, y crítica literaria. De sus obras, sobresale Contos para os nossos filhos, una compilación de cuentos infantiles, publicada en 1886, escrita en colaboración con su marido, y que fueron aprobadas por el Conselho Superior de Instrução Pública para ser utilizado en las escuelas primarias.
En su residencia se fue desarrollando el primer «Salón literario» de Lisboa, por donde pasarían grandes nombres de la literatura, y de la cultura en general portuguesa, como Eça de Queiroz, Camilo Castelo Branco, Ramalho Ortigão, Guerra Junqueiro.

## Honores
- 1919: bodas literarias de la eminente escritora d. Maria Amália Vaz de Carvalho, socio correspondiente: discursos pronunciados en la sesión solemne del 17 de marzo de 1918.

### Eponimia
- Liceo Maria Amália Vaz de Carvalho

- 1993: el municipio de Loures instituyó en su honra el «Premio Maria Amália Vaz de Carvalho», recordando el hecho que el poeta residió allí durante su infancia en la freguesia de Santo Antão do Tojal, entonces parte del Concejo de Santa Maria dos Olivais, y actualmente integrada en el de Loures.

## Obra

### Biografías
- Vida do Duque de Palmela D.Pedro de Sousa e Holstein, 1898-1903

### Cuentos
- Contos para os nossos filhos, 1886
- Carta a Luiza, um conto. Editor Typ. Castro, 16 pp. 1885
- Contos e Fantasias. Editor A.M. Pereira, 310 pp. 1880

### Crítica literaria
- Arabescos: (notas e perfis). Editor D. Corazzi, Empreza Horas románticas, 231 pp. 1880
- Alguns Homens do Meu Tempo, 1889
- Pelo Mundo Fora, 1889
- A Arte de Viver na Sociedade, 1897
- Em Portugal e no Estrangeiro, 1899. Reimpresa por BiblioLife, 370 pp. 2010 ISBN 1-145-05199-5, ISBN 978-1-145-05199-7
- Figuras de Hoje e de Ontem, 1902
- Cérebros e Corações, 1903
- Ao Correr do Tempo, 1906
- Impressões da História, 1911
- Coisas do Século XVIII em Portugal, Coisas de Agora, 1913

### Educación y sociedad
- Mulheres e creanças: nota sobre educação, 1880

### Ensayos
- Serões no Campo. Editor Mattos Moreira. 236 pp. 1877
- Um Feixe de pennas. Con Alberto Braga. Editor Castro Irmão, 171 pp. 1885
- Paginas escolhidas. Editor Portugal-Brasil Ltda. 265 pp. 1920
- Scenas do século XVIII em Portugal. Editor Portugal-Brasil Ltda. 237 pp. 1920

### Poesías
- Uma Primavera de Mulher. Editor Typographia franco-portugueza, 164 pp. 1867
- Vozes no Ermo, 1867. Edición reimpresa de BiblioLife, 158 pp. 2010 ISBN 1-148-07166-0, ISBN 978-1-148-07166-4